# Lac Sept Milles
Le lac Sept Milles est un plan d'eau situé dans le territoire non-organisé de Lac-Nilgaut, Pontiac, Québec, Canada.